# Alosa mediocris
Alosa mediocris е вид лъчеперка от семейство Селдови (Clupeidae). Видът е незастрашен от изчезване.

## Разпространение и местообитание
Разпространен е в САЩ.
Среща се на дълбочина от 9,5 до 148 m, при температура на водата от 5,7 до 17,2 °C и соленост 32,5 – 34,3 ‰.

## Описание
На дължина достигат до 60 cm.
Популацията на вида е нарастваща.